# Bloons
A Bloons egy Ninja kiwi által készített videójáték-franchise. Ez egy 44 játékból álló játéksorozat, melynek mindegyikében majmok lufikat durrantanak ki.

## Korai játékok
A legelső játék 2007-ben jött létre. A játék neve "Bloons" volt, és egyetlen majomnak kellett meghatározott számú lufit kidurrantani dárdákkal. A játék hatalmas siker lett, és gyorsan sok folytatása készült, melyek követték az alapmechanikát. Ezek a korai játékok Adobe Flash alapúak voltak. A játék közzététele után létrejött egy rajongói weboldal Bloons World néven.
2007-ben azonban egy újfajta Bloons játék jött létre, Bloons Tower Defense néven. Ez volt az alapja a máig legsikeresebb játéknak a franchiseban. A játék a klasszikus toronyvédelmi játékokat imitálta egy barátságosabb külsőben. A játékosok majmokat és "tornyokat" helyezhetnek le, melyek kidurranthatják a lufikat. A játék 40 kör után véget ér. Ezek után gyorsan elkészült a második és a harmadik rész.
A megannyi korai játékok nagy része ilyen játék volt. A Ninja Kiwi megpróbált létrehozni új stílusú és mechanikájú játékokat (Bloons Supermonkey, Hot Air Bloon, Bloons Pop 3), ám ezek nem arattak nagyobb sikert.
A következő játék a Bloons Tower Defense 4 volt. Ennek a játéknak más volt a rajzstílusa és sok más, új játékmechanikát alkalmazott. A játék után nem sokkal a Bloons 2 is létrejött, melyet a ma már megszűnt cég, a MochiGames futtatott.

## A Bloons Tower Defense 5 és 6
Az első, nagyobb sikert is arató játék a Bloons Tower Defense 5 volt. Ez rengeteg új mechanikát hozott be a játékba. Számos változata készült, többek között egy Flash, egy Steam, és egy mobilos is. A következő játékok a Bloons Tower Defense 5-ből származtak. Ezek közül a legnagyobb a Bloons TD Battles volt, melyben a játékosoknak harcolniuk kellett a győzelemért: az nyert, aki több ideig maradt életben. A játékban lehetőség volt lufik "küldésére" is.
A jelenleg legnagyobb sikert arató játék 2017-ben jött létre: A Bloons Tower Defense 6. Ez a játék fizetős, nem flash alapú, és 3D grafikát használt. Természetesen ez is sok új játékmechanikát tartalmazott.
Ezek után sok, Bloons TD 6-ból származtatott játék jelent meg. Ezek mind 3D grafikát használtak. A jelentlegi legújabb játék a Bloons TD Battles 2, mely a Bloons TD Battles-hez hasonló.